# Jens Jakob Thomasen
Jens Jakob Thomasen (Sanderum, 25 giugno 1996) è un calciatore danese, centrocampista dell'Elfsborg.

## Carriera
Cresciuto nel settore giovanile dell'Odense, fa il suo esordio il 24 aprile 2015 in occasione dell'incontro di Superligaen vinto 2-0 contro l'Esbjerg; al termine della stagione viene definitivamente promosso in prima squadra.
Realizza la sua prima rete il 12 dicembre 2016, segnando il gol del definitivo 1-1 contro il Viborg.

## Statistiche
Statistiche aggiornate al 14 febbraio 2021.

### Presenze e reti nei club
| Stagione        | Squadra         | Campionato      | Campionato | Campionato | Coppe nazionali | Coppe nazionali | Coppe nazionali | Coppe continentali | Coppe continentali | Coppe continentali | Altre coppe | Altre coppe | Altre coppe | Totale | Totale | Totale |
| Stagione        | Squadra         | Comp            | Pres       | Reti       | Comp            | Pres            | Reti            | Comp               | Pres               | Reti               | Comp        | Pres        | Reti        | Pres   | Reti   |        |
| --------------- | --------------- | --------------- | ---------- | ---------- | --------------- | --------------- | --------------- | ------------------ | ------------------ | ------------------ | ----------- | ----------- | ----------- | ------ | ------ | ------ |
| 2014-2015       | Odense          | SL              | 3          | 0          | CD              | 0               | 0               |                    | -                  | -                  |             | -           | -           | 3      | 0      |        |
| 2015-2016       | Odense          | SL              | 18         | 0          | CD              | 0               | 0               |                    | -                  | -                  |             | -           | -           | 18     | 0      |        |
| 2016-2017       | Odense          | SL              | 24         | 2          | CD              | 0               | 0               |                    | -                  | -                  |             | -           | -           | 24     | 2      |        |
| 2017-2018       | Odense          | SL              | 24         | 1          | CD              | 1               | 0               |                    | -                  | -                  |             | -           | -           | 25     | 1      |        |
| 2018-2019       | Odense          | SL              | 20         | 3          | CD              | 3               | 1               |                    | -                  | -                  |             | -           | -           | 23     | 4      |        |
| 2019-2020       | Odense          | SL              | 27         | 0          | CD              | 1               | 0               |                    | -                  | -                  |             | -           | -           | 28     | 0      |        |
| 2020-2021       | Odense          | SL              | 13         | 2          | CD              | 1               | 0               |                    | -                  | -                  |             | -           | -           | 14     | 2      |        |
| Totale carriera | Totale carriera | Totale carriera | 129        | 8          |                 | 6               | 1               |                    | -                  | -                  |             | -           | -           | 135    | 9      |        |